# Солана у Стону
Солана у Стону је једна од три солане у Хрватској, најстарија у Европи и једна од најстаријих на свету. Потиче из 14. века и данас је у функцији. Настала је након што је Дубровачка република 1333. године купила Стон и 1360. га обавила одбрамбеним зидом. Стон је постао идеална локација за солану која је Републици доносила 15.900 дуката годишње. Било је доста прописа који тачно регулишу производњу и трговину сољу на подручју Републике. Највећа зарада је постигнута 1611. године.
Солана је подељена на базене од којих је сваки (осим Мунда) назван по неком хришћанском свецу. До данас није мењан изглед и начин производње. Године 2007. произведено је 530 тона соли, око 59 тона по базену.